# Halskrause (Friseur)
Die Halskrause ist ein Schutzkragen für den Kunden beim Friseur. 
Eine breite Halsbinde aus kreppähnlichem Material wird straff um den Hals des Kunden gelegt, anschließend kommt darüber ggf. ein Handtuch oder der Frisierumhang. Die Halskrause verhindert zuallererst, dass abgeschnittene Haare unter die Kleidung des Kunden gelangen oder dass durch den Umhang direkt auf der Haut Krankheiten übertragen werden (Hautkrankheiten wie Ausschlag, Entzündungen etc.) oder allergische Reaktionen gegen die Kunstfaser des Umhangs auftreten. Man kann die Halskrause jedoch auch dazu verwenden, Kopfbewegungen während des Haarschnitts und damit verbundene Unannehmlichkeiten zu verhindern.